# Bồ nông trắng châu Mỹ
Bồ nông trắng Mỹ (danh pháp hai phần: Pelecanus erythrorhynchos) là một loài bồ nông sinh sản ở nội địa Bắc Mỹ, di chuyển về phía nam đến các bờ biển, xa tận Trung Mỹ vào mùa đông.
Bồ nông trắng Mỹ cạnh tranh với thiên nga kèn đặc điểm là loài chim dài nhất có nguồn gốc từ Bắc Mỹ. Cả hai đều rất lớn và đầy đặn, nó có chiều dài tổng thể là khoảng 50-70 (130–180 cm), mỏ dài 11,3-15,2 (290–390 mm) ở con trống và 10,3-14,2 (260 –360 mm) ở con mái. Nó có sải cánh dài khoảng 95-120 (240–300 cm). Loài này cũng có sải cánh lớn thứ hai trung bình của bất kỳ loài chim Bắc Mỹ, sau Gymnogyps californianus. Trọng lượng cơ thể có thể nằm trong khoảng giữa 9,2 và 30 lb (4,2 và 14 kg), mặc dù thường những con chim trung bình từ 11 đến 20 lb (5,0 và 9,1 kg). Trong số đo tiêu chuẩn, biện pháp hợp âm cánh 20-26,7 (51–68 cm) và xương cổ chân các dài 3,9-5,4 (9,9–14 cm).